# تايلور ساندر
تايلور ساندر (بالإنجليزية: Taylor Sander)‏ (17 مارس 1992 في الولايات المتحدة - ) هو لاعب كرة طائرة شاطئية ولاعب كرة طائرة الولايات المتحدة في مركز ضارب خارجي ‏. شارك في الكرة الطائرة في الألعاب الأولمبية الصيفية 2016. وشارك مع منتخب الولايات المتحدة لكرة الطائرة. أما مع النوادي، فقد لعب مع BYU Cougars ‏ وفولي لوب وVerona Volley ‏.

## وصلات خارجية
- تايلور ساندر على موقع الاتحاد الدولي beach volleyball database (الإنجليزية)
- تايلور ساندر على موقع الاتحاد الأوروبي (الإنجليزية)
- تايلور ساندر على موقع قاعدة بيانات الكرة الطائرة الشاطئية (الإنجليزية)
- تايلور ساندر على موقع عالم الكرة الطائرة (الإنجليزية)
- تايلور ساندر على موقع دوري الدرجة الأولى الإيطالي للكرة الطائرة - رجال (الإيطالية)
- تايلور ساندر على موقع اللجنة الأولمبية الدولية (الإنجليزية)
- تايلور ساندر على موقع أوليمبيديا (الإنجليزية)
- تايلور ساندر على موقع اللجنة الأولمبية والبارالمبية الأمريكية (الإنجليزية)